# Capparis khuamak
Capparis khuamak är en kaprisväxtart som beskrevs av François Gagnepain. Capparis khuamak ingår i släktet Capparis och familjen kaprisväxter. Inga underarter finns listade i Catalogue of Life.